# ماقضه
ماقضه (به عربی: ماقضة) یک شهرداری در الجزایر است که در استان معسکر واقع شده‌است.
 ماقضه  ۴٬۴۳۹ نفر جمعیت دارد.